# Reusel
Pour les articles homonymes, voir Reusel (homonymie).

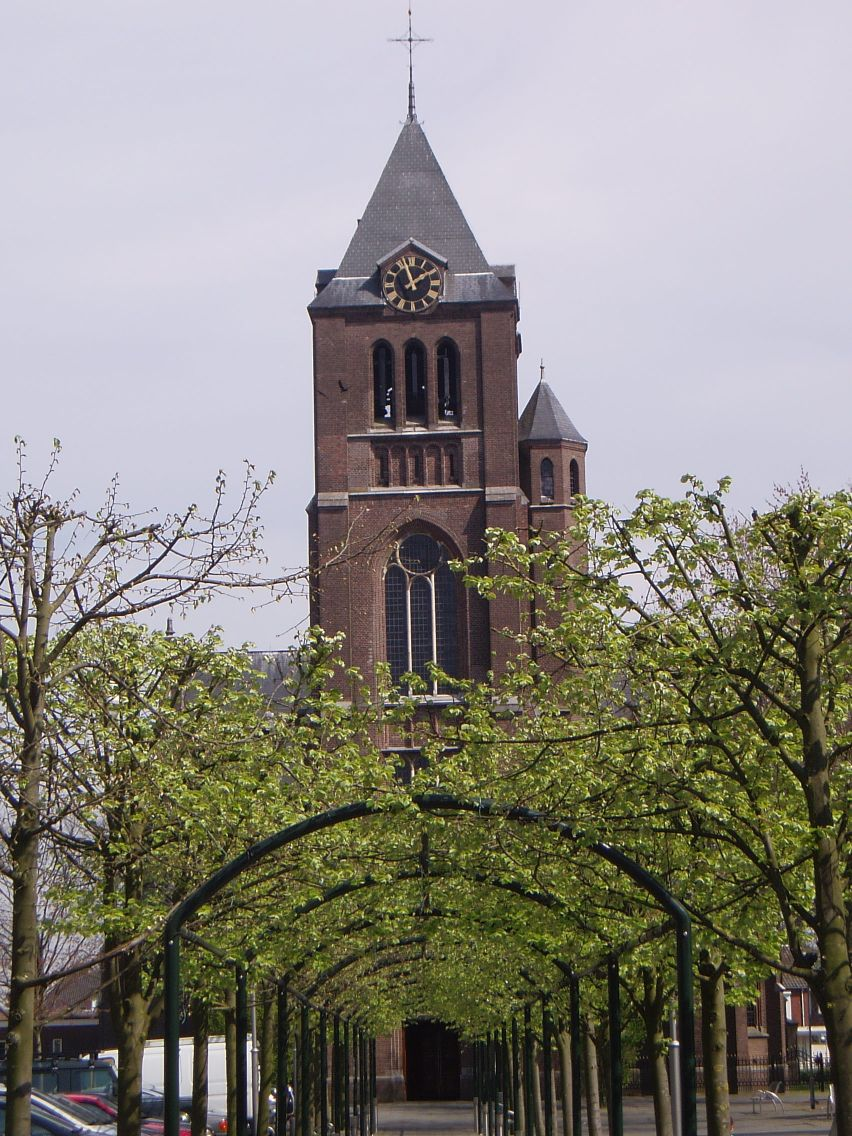
Clocher et allées des mariés

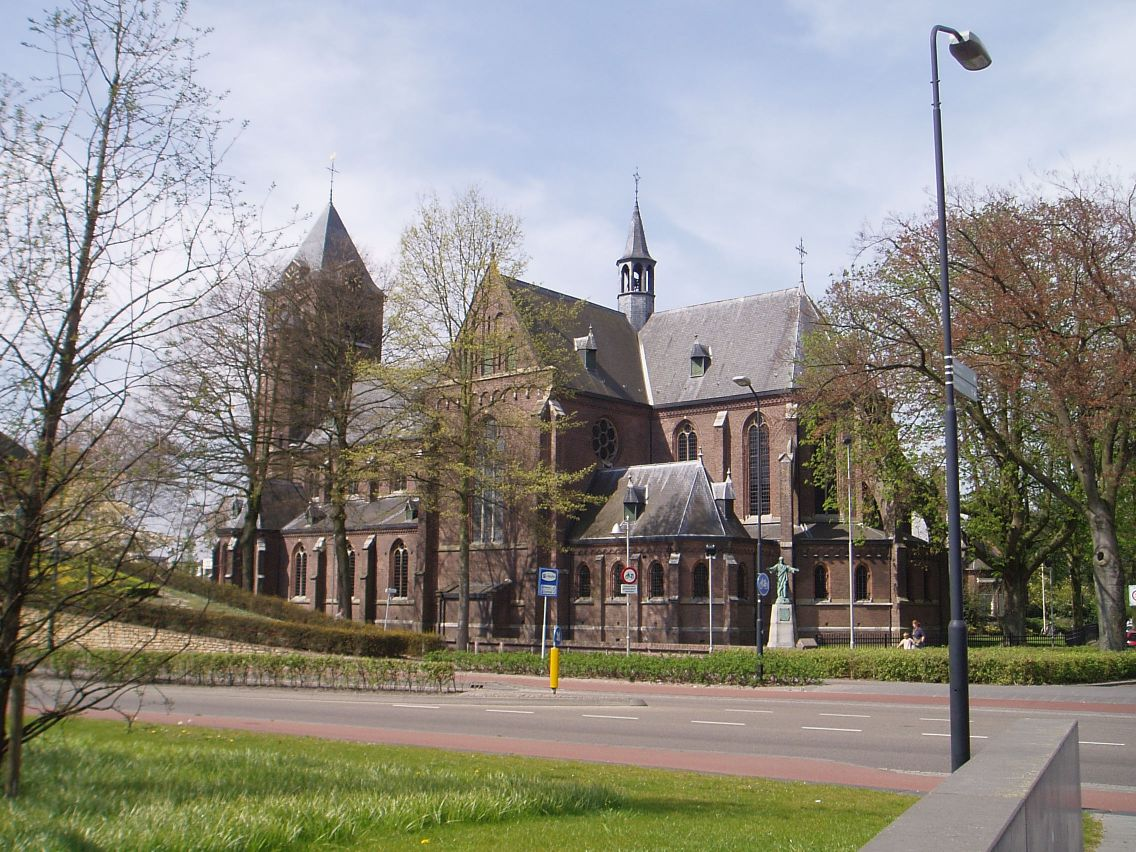
Notre-Dame de l'Assomption

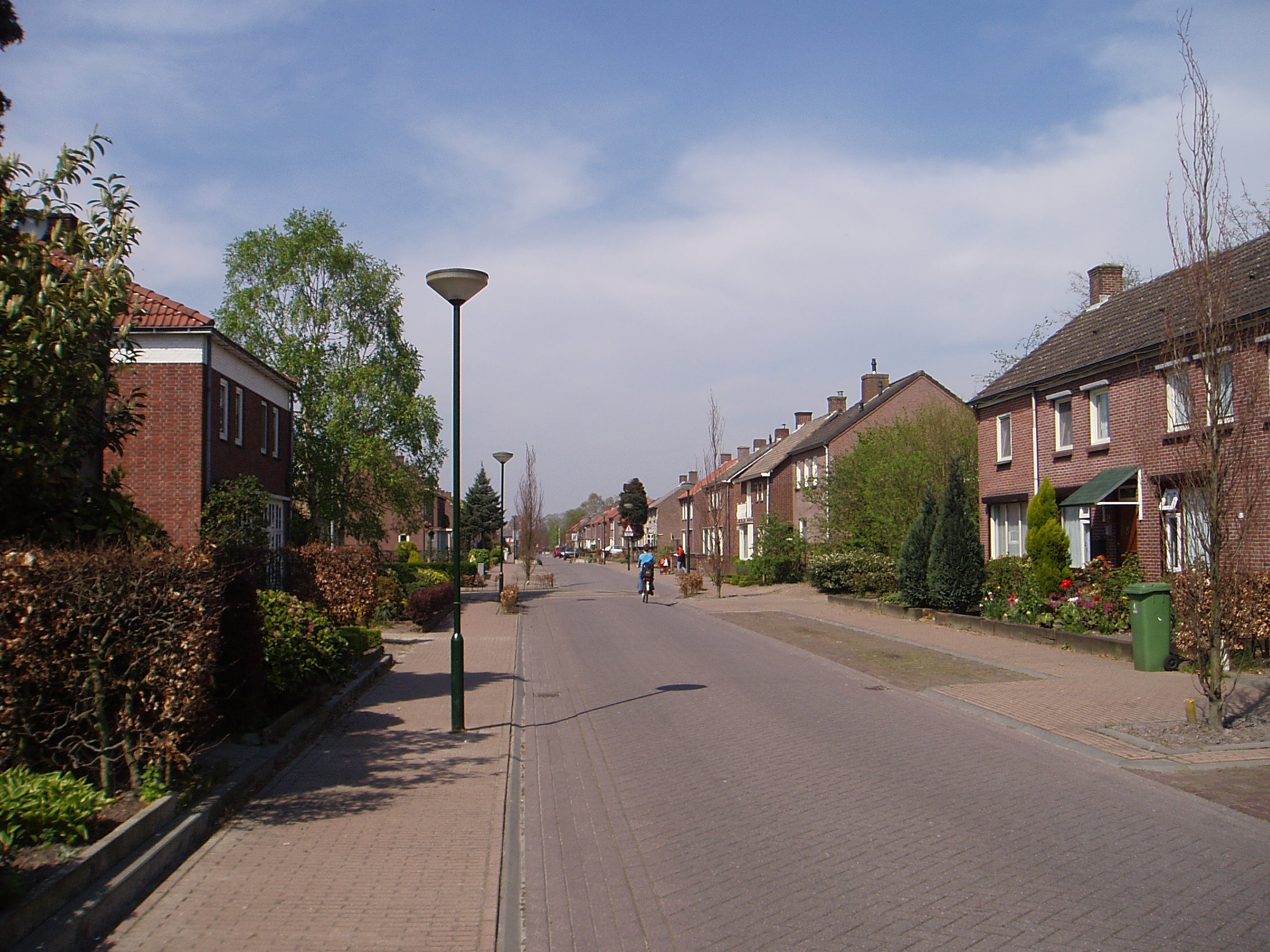
Beukenlaan, exemple d'une rue des années 1950

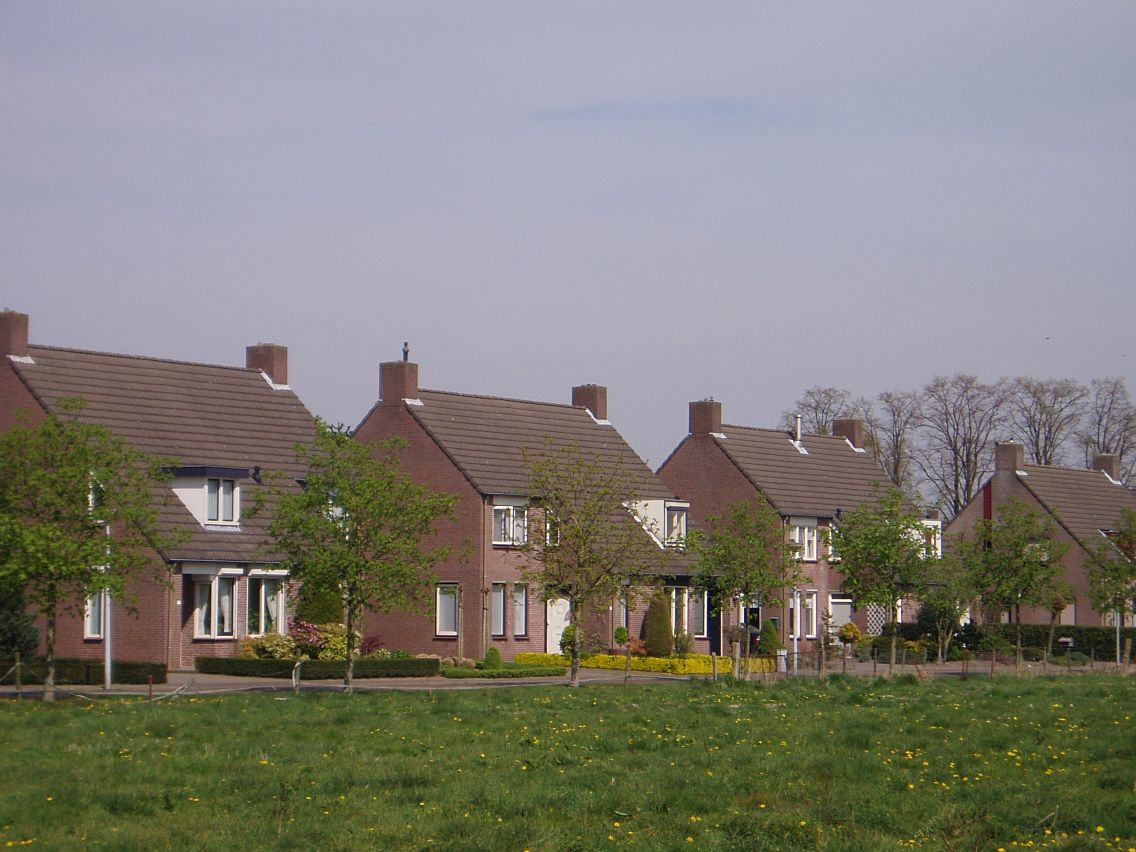
Wegekker, exemple d'une rue des années 1980

Reusel est un village de la province du Brabant-Septentrional, dans les Pays-Bas. Il est le chef-lieu de la commune de Reusel-De Mierden. Au 1er janvier 2009, Reusel comptait 8 214 habitants.

## Géographie
Reusel est situé dans le sud des Pays-Bas, proche de la frontière belge, au carrefour des routes qui relient Tilburg à Mol et Eindhoven à Turnhout. Toutefois, au début du XXe siècle, Reusel était encore relativement isolé, du fait de sa situation en périphérie des Pays-Bas, dans une région de landes et de forêts, sans axe de communication.
À l'ouest et au sud-ouest du bourg s'étend une hauteur  qui sépare le bassin versant de la Meuse de celui de l'Escaut. Juste en dehors du bourg, vers le stade, se trouve la source de la Reusel, qui coule vers le nord en longeant le village à l'ouest. À l'est de Reusel on trouve le Raamloop qui forme une partie de la frontière avec Bladel. Depuis le sud-ouest de la commune partent plusieurs ruisseaux, qui constituent des affluents pour les deux Nèthes.

### Écarts et lieux-dits
Les principaux hameaux de Reusel sont Lensheuvel (aujourd'hui, intégré dans le village), Voorste Heikant, Achterste Heikant, Kattenbos, Kippereind et Weijereind.

## Histoire
Reusel a longtemps appartenu à l'abbaye de Postel. En 1140, le chevalier Fastradus van Utwich (ou van Uitwijk) fit donation de toutes ses possessions de Reusel à Postel.
En 1850, Reusel avait 860 habitants, dont seulement 140 dans le bourg même.
Reusel fut une commune indépendante jusqu'au 1er janvier 1997, date de sa fusion avec la commune de Hooge en Lage Mierde.

### Étymologie
Quelques formes anciennes : Roselo, Rosole, Roesele. Plusieurs explications étymologiques existent, mais l'étymologie la plus vraisemblable est une composition de raus (gotique roseau) et ilo (ruisseau), soit ruisseau aux roseaux. Selon cette explication, l'hydronyme Reusel serait plus ancien que le toponyme.

## Économie
Jusqu'au début du XXe siècle, l'activité du village était exclusivement agricole. En 1853, Reusel comptait encore 24 bergers et 733 moutons.
Au début du siècle sont apparus nombre de fabriques de cigares, installées dans cette région pour sa main d'œuvre encore relativement bon marché. Cette industrie a apporté un revenu supplémentaire pour les habitants, et elle a surtout permis de désenclaver la commune, par la construction de la ligne de tramway Eindhoven - Turnhout.
Aujourd'hui, il y a toujours beaucoup d'exploitations agricoles, un peu d'industrie et des activités tertiaires. Reusel-De Mierden aime également se présenter comme commune verte, essayant d'attirer beaucoup de touristes néerlandais pour des vacances actives à la campagne.

## Patrimoine
- L'Église Notre-Dame de l'Assomption, construite en 1895, après la démolition de l'église romane du XIIe siècle. L'église possède un orgue du célèbre facteur d'orgues Loret.
- Le Berger (De Scheeper) est une statue érigée pour célébrer la mémoire des nombreux bergers du village.

## Personnalités
- Pieter Jan Willekens (1881-1971), prêtre jésuite, missionnaire en Indonésie et archevêque de Jakarta est né à Reusel.

## Sources
- In vogelvlucht 2 - De Kempen, Ad van Gool, éd. Uitgeverij De Kempen, Hapert, 1992.